# Anthony Douglas
Anthony Douglas (* 22. November 1985 in Nottingham) ist ein ehemaliger britischer Shorttracker.

## Werdegang
Douglas trat international erstmals bei den Juniorenweltmeisterschaften 2005 in Belgrad in Erscheinung, wobei er den 19. Platz mit der Staffel errang. In der Saison 2007/08 wurde er bei den Teamweltmeisterschaften 2008 in Harbin Achter und gewann bei den Europameisterschaften 2008 in Ventspils die Silbermedaille mit der Staffel. Im folgenden Jahr kam er bei den Europameisterschaften in Turin auf den 18. Platz im Mehrkampf und auf den siebten Rang mit der Staffel. In der Saison 2009/10 wurde er bei den Teamweltmeisterschaften 2010 in Bormio Achter und gewann bei den Europameisterschaften 2010 in Dresden die Bronzemedaille mit der Staffel. Außerdem lief er dort mit dem 12. Platz über 1500 m, dem neunten Rang über 500 m und dem achten Platz über 1000 m, auf den 11. Platz im Mehrkampf. Beim Saisonhöhepunkt, den Olympischen Winterspielen 2010 in Vancouver, belegte er den 25. Platz über 1500 m und den sechsten Rang mit der Staffel. In seiner letzten aktiven Saison 2010/11 holte er bei den Europameisterschaften 2011 in Heerenveen erneut die Bronzemedaille mit der Staffel und erreichte in Québec mit dem siebten Platz über 1500 m seine einzige Top-Zehn-Platzierung im Weltcupeinzel.

## Erfolge

### Olympische Spiele
- 2010 Vancouver: 6. Platz Staffel, 25. Platz 1500 m

### Team-Weltmeisterschaften
- 2008 Harbin: 8. Platz
- 2010 Bormio: 8. Platz

### Europameisterschaften
- 2008 Ventspils: 2. Platz Staffel
- 2009 Turin: 7. Platz Staffel, 11. Platz 1000 m, 18. Platz Mehrkampf, 20. Platz 1500 m, 27. Platz 500 m
- 2010 Dresden: 3. Platz Staffel, 8. Platz 1000 m, 9. Platz 500 m, 11. Platz Mehrkampf, 12. Platz 1500 m
- 2011 Heerenveen: 3. Platz Staffel

## Persönliche Bestleistungen
| Disziplin | Zeit         | Datum             | Ort            |
| --------- | ------------ | ----------------- | -------------- |
| 500 m     | 42,334 s     | 13. Februar 2009  | Dresden        |
| 1000 m    | 1:29,492 min | 28. November 2008 | Peking         |
| 1500 m    | 2:19,406 min | 18. Oktober 2008  | Salt Lake City |
| 3000 m    | 5:32,769 min | 30. März 2008     | Dundee         |